# Ophiothrix purpurea
Ophiothrix purpurea är en ormstjärneart som beskrevs av von Martens 1867. Ophiothrix purpurea ingår i släktet Ophiothrix och familjen Ophiothrichidae. Inga underarter finns listade i Catalogue of Life.